# Смак крові Дракули
Смак крові Дракули (англ. Taste the Blood of Dracula) — англійський фільм жахів 1970 року.

## Сюжет
Британський торговець, заблукавши в лісі Трансільванії, бачить як граф Дракула, пронизаний дерев'яним хрестом, перетворюється на червоний пил. Від графа крім пилу залишаються плащ, печатка і ланцюжок. Торговець збирає всі речі і відвозить знахідки в Англію.
Троє заможних джентльменів кожну четверту неділю місяця проводять у публічних будинках у пошуках розваг. Під час одниз з таких походеньок, вони зустрічаються з нащадком одного лорда, про якого в Лондоні ходять чутки, що він практикує сатанізм. Той пропонує трійці здійснити чорну месу в одній з покинутих каплиць. Але для цього їм доведеться дати тисячу гіней, оскільки для ритуалу необхідно викупити у торговця речі Дракули. Під час чорної меси, аристократ-сатаніст перетворює порошок, що залишився від трансільванського вампіра, на кров і випиває чашу цієї рідини. Після цього Дракула відроджується і починає мстити.

## У ролях
| Актор          | Роль            |
| -------------- | --------------- |
| Крістофер Лі   | Дракула         |
| Лінда Гейден   | Аліса Гаргуд    |
| Ентоні Гіггінс | Пол Пакстон     |
| Джефрі Кін     | Вільям Гаргуд   |
| Гвен Вотфорд   | Марта Гаргуд    |
| Пітер Салліс   | Семюель Пекстон |
| Айла Блер      | Люсі Пекстон    |
| Джон Карсон    | Джонатан Секер  |
| Мартін Джарвіс | Джеремі Секер   |
| Ральф Бейтс    | лорд Куртлі     |
| Рой Кіннер     | Веллер          |
| Майкл Ріппер   | інспектор Кобб  |
| Расселл Гантер | Фелікс          |